# Константин Преславски
Константин Преславски (9 — 10. век) био је бугарски писац, живео је у граду Преславу и представник је преславске књижевне школе. Био је Климентов савременик и Методијев ученик. Њему се приписује коначна редакција ћирилског писма. Тако би он стајао на челу Преславске школе. О Константину се не зна много. Зна се само да је био први презвитер и да је касније постао епископ. Добио је највише звање - први преславски епископ.

## Књижевни рад
Познато нам је једно веће дело које припада Константину Преславком (Презвитеру). То је Поучно Јеванђеље, настало 893. године, које је првобитно имало, представља се, овакав склоп:
1. Азбучна молитва
2. Предговор читавом зборнику, кратак и где сам писац казује да пише молбу Наумову.
3. Проглас Јеванђеља
4. 51 беседа за све недељне дане од Ускрса до Врбице. То су највише преводи, са мањим неким Константиновим прерадама и умецима. Преводи из Јована Златоустог и Кирила Александријског. То су краће беседе или хомилије, врло једноставне схеме. Почетак је дужином краћи. Затим долази тумачење самог јеванђељског текста, предвиђеног за читање те недеље којој је намењена беседа. После тога следи краћи или дужи заклјучак. Једна беседа припада Константину, оригинална је. То је 42. беседа из које се види средњовековно виђење и схватање надахнућа кроз непосредно обраћање и тражење Светог Духа. Константин овде каже да словенско племе лети ка Господу и иште јеванђељску реч на свом језику, којој су посвећене све беседе у овом зборнику.
5. Црквено сказање. Краће дело правног карактера, из области црквеног права.
6. Историкија. Врло кратко казан летопис од Адама до самог Константиновог времена, рађен према византијским изворима. То је први летопис код Словена.
7. Још једно дело Преславког: Четири слова против аријанира. (Аријанство је за хришћански свет јерес, која је добила име по александријском презвитеру из IV века Арију. Он је учио да син Божији није сличан у свему своме Оцу, већ је од њега само саздан, тј. јавља се као створење Бога, као саздање Бога, а не јавља се Богом, као Бог). Ова четири дугачка слова против аријанита представљају превод са грчког познатих слова црквеног оца Атанасија Александрјског.

## Изворна дела

### Азбучна молитва
Азбучну молитву чини 40 стихова писаних у дванестерцу. То је византијски дванаестерац (стихове политикос или грађански стих). Дванаест слогова се остварује у ово време, када пише Константин више графички него стварно, звучно. Азбучна молитва је писана у акростиху. На почетку стиха налази се увек једно слово словенске азбуке.
Молитва је писана у првом лицу једнине и у основи има тон и ток молитве. Писац је Азбучну молитву замислио као увод у једну словенску књигу. Тражи од Бога да му пошаље живог Духа, да би му у срце удахнуо реч. У овом непосредном обраћању и тражењу светог Духа словенско племе лети ка Господу и иште Јеванђељску реч. Сам писац. Константин, опет се окреће себи и тражи од Господа преобилну реч. Описана је жеља за књижевним стварањем , која побуђује ликовне предтаве код читаоца:
```
       
„Херувимску ми мисао и ум подај,

       
О часна пресвета Тројице,

       
Жалост моју на радост окрени,

       
Целомудрено да почнем писати

       
Чуда твоја предивна веома

       
Шестокрилну снагу пошто је попримим”.
```

Ово се само зове молитва. Молитва овде има шире значење - мољење за стварање. Срећу се извесна места која налаимо, касније, код средњовековних писаца, з чега можемо васпоставити како је схваћенакњижевност и песничко стварање. Такво схватање је веома развијено - тражење, зазивање, испољавање немоч+ћи пред величином песме. Искање надахнућа, мудрост Светог Духа - све су то само општа места. Ово су смо наговештаји да би се проговорила права реч. Ако се разлуче та општа места, каткада, могу се ишчитати извесне појединости својствене самим средњовековним писцима: писци нешто осовено уносе баш за себе. Касније, у периоду „плетенија слове” , у широком односу према могућности речи, када се српскословенски језик развио до својих највећих лексичких могућности, ово само тражење надахнућа није више поза, него и тражење да потекне реч. Сами писци „плетенија словес” са доста општих места то траже и реализују. Много воде рачуна о надахнућу. Они чине неуобичајене спојеве апстрактног и стварног, духовног и материјалног. Речи су сада у спојевима какве раније не налазимо. Код средњовековних писаца се јавља мотив који ће и касније кроз књижевност трајати. Ово што налазимо у средњем веку, срећемо и у зрелом романтизму. Неки су врло радо певали о свом стварању (Енглези). Ни један средњовековни писац не каже да лако пише. Чак ни најдаровитији. Сви траже реч, сви је испитују, сви проучавају. Врло мало се зна о књижевном раду средњовековних писаца Тешко се може завирити у њихову књижевну радионицу, пошто нису сачувани њихови аутографи. Све што данас постоји јесу преписи. Не можемо да видимо, као у заоштавштини новијих славнијих писаца, како је изгледао њихов посао. То само посредно се претпоставља.

### Проглас Светог Јеванђеља
Друго дело Константиново, Проглас Свето Јеванђеља, обимом је дуже - има 108 стихова. Није писано у акростиху. У новије време ово дело је изазвало полемику око ауторства. У неким преписима пише у насловима: „Блаженаго учитеља нашего Константина философа слово”, а у другим : „Предисловије јеванђелско светаго Кирила”. На једном месту име Константиново, на другом Кирилово. Ретки проучаваоци (Емил Георгијев) тврде да је Ћирило писао Проглас светог Јеванђеља. Међутим, већина других података говори супротно.
Проглас свего Јеванђеља има облик непосредног обраћања Словенима. Писац тражи и каже да им је од Бога дат дар, да имају реч на свом језику, да је то дар душама, а не телу. Константин неколико мисли развија у песми. Са књижевноуметничке стране посматрано, Проглас је грађен изразитим песничким средствима. И поред навођења речи јеванђелиста и апостола, у песми има несумњиво Константинових песничких решења. Ту су извесна реторска и поетска средства којима се служи Константин : анафоре, реторска питања и сл. Ево једног примера за развијено поређење (на савременом језику):
```
       
„Уста која слатко не осећају

       
као камен граде човека,

       
а випи од овога душа бескњижна

       
мртва бива међу људима”.
```

### Служба светом Методију
Прво потписано дело словенске црквене поезије јесте Служба светом Методију Константина Преславског. Открило се да је несумњиво њеогово дело на основу акростиха који се чита из службе: „Добро, Методи, те поју Константин”. У овој служби Константин уопштава дело Ћирилово и Методијево, те на основу непосредних података из његова живота ствара песничке слике, као што је то и иначе био обичај у византијској химнографији. Песник не приповеда у служби, већ полази од чињеница да је светитељско дело слушаоцу службе познато. Писац иде ка уметничко-песничкој визији дела светитеља или празника. Такав је случај и у Служби светом Методију. Може се навести више примера као у једном тропару канона:
```
       
„Земља Моравска те има очи Методије

       
стену тврду којом побеђује јеретике”
```

или
```
       
„Молим те, Методије светитељу славни,

       
од јеретика разагнано стадо твоје

       
сачувај молитвама својим

       
у вери правоверној”
```

У Константиновом поступку наилазимо на једну врло занимљиву појаву у словенској књижевности. Први пут, а то није било необично у византијско-грчкој химнографији, песник говори о себи у првом лицу једнине увек у последњем тропару сваке песме канона. Служба се, иначе, поје и предвиђена је за појање увек у множини. Из тропара у првом лицу једнине може се васпоставити као једна целина типа исповедне молитве:
```
       
„Злу битку посрамивши. оче,

       
нечастиву, злу битку грехова мојих

       
уоли молитвам ти, учитељу Методије”
```

или
```
       
„Богатство што ми даде, Христе спасе,

       
блудним живљеињем погубих, кукавни,

       
но обогати ме покајањем”
```

или
```
       
„Душу своју и тело оскрвних чинећи недостојности,

       
очисти ме, Спасе, својом милошћу”
```

или, овај тропар у којем развија једну познату слику са орлом који прелеће:
```
       
„Пучину живота препловећи,

       
орловски си прелетео, оче,

       
изведи ме потопљеног греховима, свети,

       
молећи се молитвама својим, мудри.”
```

или следећи тропар са појачаним осећањем греха:
```
       
„Из кала грехова мојих избави ме,

       
штедри Спаситељу, једини благосрдни,

       
јер само ти имаш власт, Господе,

       
да отпушташ грехове.”
```

или
```
       
„Од разбојника ме избодена и рањена

       
помилуј, христе, молим ти се

       
и изли на ме уље милости твоје да те усхвалим:

       
Боже, благословен јеси”
```

или
```
       
„Молећи ти се, учитељу свети,

       
падам сада пред тебе: мало ово певање прими

       
и моли код Спаса Христа

       
отпуст греховима мојим.”
```

Види се да се песник, углавном, обраћа Христу. И кад се прате ови тропари канона, може се васпоставити један ток унутарњег обраћања, што је обичај у исповедим молитвама Господу. Овде, међутим, налазимо и обраћање самом Методију. Писац иде и даље, те тражи и саму помоћ - просветљење за певаче и, на крају, завршава једним општим местом византијске и средњовековне словенске књижевности: дело које писац саставља приноси на дар или као дар личности којој је само дело посвећен. То је садржина последњег тропара. Дело је схваћено као врста задужбине и представљено као приношење. Из ових примера може се видети, на неки начин, Константинов однос према књижевном стварању. Само схватање и погледи на књижевно стварање, међутим, могу се ишчитати из његових изјава разбацаних кроз читаво дело. У уводу у Беседу у недељу после Христовог рођења он каже: да своја слова није саставио вештином спољашње премудрости и красноречивом говорном плетеницом, нити платонским стилом, већ као што се помолио вишњој премудрости, а не вештина спољашњег артистичког изражавања и обликовања. Он није, дакле, вођен спољашњим начином и средствима красноречивости, нити платоновским стилом, већ премудрошћу. У стварању је за њега, највише надахнуће премудрост, која је овде шире схваћена, као муза што га надахњује.